# Delphinium saniculifolium
Delphinium saniculifolium är en ranunkelväxtart som beskrevs av Pierre Edmond Boissier. Delphinium saniculifolium ingår i släktet storriddarsporrar, och familjen ranunkelväxter. Inga underarter finns listade i Catalogue of Life.